# ТЕС Тахаддарт
35°35′20.4″ пн. ш. 5°59′12.5″ зх. д. / 35.589000° пн. ш. 5.986806° зх. д.
ТЕС Тахаддарт — теплова електростанція на крайній півночі Марокко. Розташована на атлантичному узбережжі за два десятки кілометрів на південь від Танжера.
ТЕС Тахаддарт стала першою в країні спорудженою за технологією комбінованого парогазового циклу. Її обладнали турбінами компанії Siemens: газовою типу V94.3A потужністю 264 МВт та паровою потужністю 120 МВт.
У кінці 1990-х неподалік місця майбутньої ТЕС пройшов трубопровід Магриб-Європа, яким постачається алжирський природний газ. Завдяки цьому Тахаддарт стала першою марокканською станцією запроектованою на цей вид палива.
Власниками ТЕС є національна енергетична компанія Office National de l'Electricite (ONE), іспанська Endesa та концерн Siemens.